# Collection (álbum de Jason Becker)
Collection es un álbum de Jason Becker lanzado por Shrapnel Records el 4 de noviembre de 2008. Este álbum incluye tres canciones nuevas, además de algunas grabaciones más antiguas de discos anteriores. Incluye la participación de muchos músicos y guitarristas característicos tales como: Marty Friedman, Greg Howe, Joe Satriani, Michael Lee Firkins, Steve Vai, y Steve Hunter.

## Colección
Este álbum contiene una mezcla de canciones remasterizadas de los proyectos anteriores de Becker, así como tres nuevas canciones. A pesar de ya no poder moverse, todavía era capaz de componer para el álbum. Él explicó su método de composición en un archivo HTML incluido en el disco del álbum.
Además de los 13 temas, el disco también incluye material adicional que se puede reproducir en un ordenador. Este material incluye versiones demos de piezas de Becker como End of the Beginnig grabado cuando el todavía podía tocar, así como otro demo de Go Off! cuando estaba en Cacophony y una grabación de Noodling en guitarra.

## Listado de canciones
| N.º | Título | Duración |  |

## Músicos
- Jason Becker - Guitarra, productor, Mezclador
- Dan Álvarez - Órgano, Piano, Arreglos, Teclados, Coro, Coros, Sinclave, Programador de Batería, Arreglos de Teclado
- Caren Anderson - Soprano
- Atma Anur - Batería
- Jennie Bemesderfer - Alto
- Mike Bemesderfer - Flauta, Cantante
- Gregg Bissonette - Percusión, Batería
- Matt Bissonette - Bajo, Voces
- Joey Blake - Voz
- Deen Castronovo - Batería
- Bryan Dyer - Coro, Coros
- Cathy Ellis - Soprano
- Michael Lee Firkins - Dobro, Guitarra
- Marty Friedman - Guitarra
- Danny Griffin - Cantante
- Greg Howe - Guitarra
- Raz Kennedy - Voz
- Marc LaFrance - Voz
- Alison Lewis - Coro, Coros
- Dave López - Guitarra
- Salar Nader - Tabla
- DJ D Sharp - Beats
- Jimmy O'Shea - Bajo
- Melanie Rath - Voz
- Steve Rosenthal - Timbales
- David Lee Roth - Voz
- Joe Satriani - Guitarra
- Anisha Thomas - Soprano
- Brett Tuggle - Teclados, Voz
- Steve Vai - Guitarra
- saul tovar - Guitarra